# Transili-Alatau
Der Transili-Alatau (kasachisch Іле Алатауы; kirgisisch Иле алатоо; russisch Заилийский Алатау (Sailijski Alatau); Alatau = „buntes Gebirge“, lat. trans = jenseits/hinter; also „Buntes Gebirge hinter dem Fluss Ili“) ist ein bis 4978,9 m hohes Hochgebirge in Kasachstan und Kirgisistan (Zentralasien).
Der Transili-Alatau, der ein Teilgebirge des Tianshans darstellt, befindet sich in den Oblasten Yssykköl (Kirgisistan) im Süden und Almaty (Kasachstan), sowie zu einem kleinen Teil in auf dem Gebiet der Stadt Almaty. Nach Norden fällt er zum Tal des Ilis ab, in dem Almaty liegt, nach Osten zum Tal des Schilik, einem Ili-Zufluss. Im Süden schließt sich der Kungej-Alatau an der Grenze zu Kirgisistan an und im Westen das Kirgisische Gebirge. Der Transili-Alatau hat eine Länge von etwa 350 km.
Der höchste Berg des Transili-Alataus ist der südsüdöstlich von Talghar liegende Pik Talgar (4978,9 m), dessen Höhe teilweise auch mit 4951 m bis 5020 m angegeben wird.

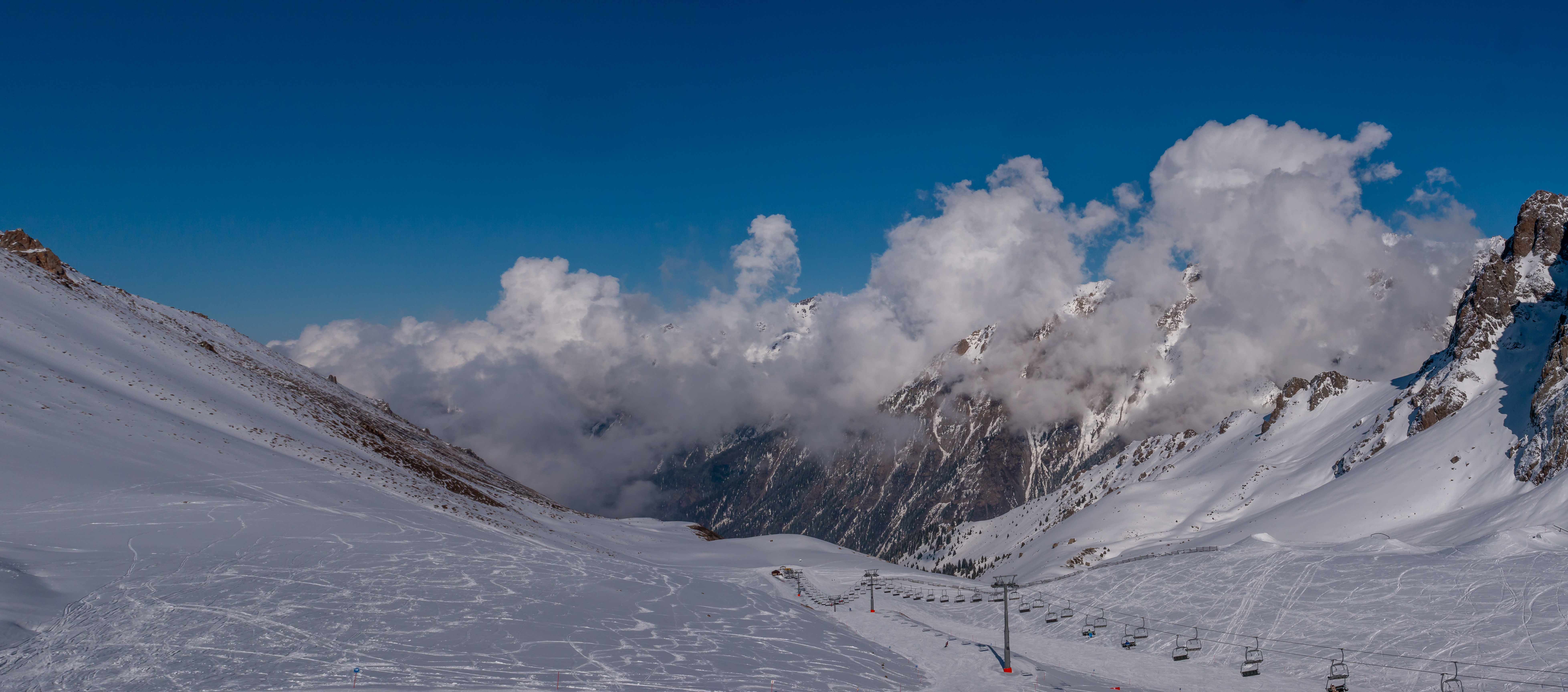
Piste im Skigebiet Schimbulak

Im Transili-Alatau befinden sich mehrere Wintersportgebiete, darunter das bedeutendste Skigebiet Zentralasiens Schimbulak am südöstlichen Stadtrand von Almaty.